# Sam Raimi
Samuel M. Raimi (Royal Oak, Míchigan, 23 de octubre de 1959) es un director de cine estadounidense. A Raimi se lo reconoce mundialmente en el ambiente cinematográfico por sus películas de Evil Dead también llamada Posesión Infernal o Diabólico en España y Latinoamérica. Dio su salto al estrellato trabajando en la dirección de la trilogía del Hombre Araña (Spider-Man), estrenada durante los años 2000. Sus inicios en el cine fueron como director, productor y guionista de filmes de terror como ya mencionamos The Evil Dead, el cual fue uno de sus primeros proyectos. Esta misma cinta cuenta con una serie en donde se expande la historia de las posesiones y muertos vivientes. Esta se denominó Ash vs. Evil Dead, fue realizada para la cadena Starz, duró tres temporadas y fue cancelada en la última quedando inconclusa. Otra de sus últimas obras fue la película del Universo Cinematográfico  de Marvel titulada Doctor Strange en el multiverso de la locura. 
También participó en filmes realizados por sus compañeros, como los hermanos Coen, para quienes también ha sido ayudante de dirección. Raimi es una estrella de culto que no abandonó ese género hasta 1999 con For Love of the Game. En 1990, Raimi también trabajó para la televisión, como productor de series como Hércules los viajes legendarios y Xena: la princesa guerrera. Raimi tiene un hermano mayor; Ivan, guionista y un hermano menor, el actor Ted Raimi.

## Biografía
Nacido en el seno de una familia de emigrantes judíos de Rusia, por línea paterna, y Hungría, por la materna, fue educado en el judaísmo ortodoxo. Sam Raimi empezó a aficionarse por la realización a los 13 años, gracias a una primitiva cámara de vídeo que tenía un amigo suyo. Hasta la edición de Posesión infernal, había grabado unos 30 filmes de prácticas. El más célebre entre su pandilla fue The Happy Valley Kid: The Story of a Sudden Driven Mad, la historia de un universitario que es humillado por sus compañeros y dejado por su novia hasta volverse loco y acabar con todos ellos.

## Carrera
En 1978, filmó un cortometraje de 32 minutos llamado Within the Woods; protagonizado por sus amigos, de la universidad de Míchigan; Bruce Campbell y Ellen Sandweiss. Está considerada una precuela de The Evil Dead. Los pases de dicha prueba, el poderoso corto Within The Woods, provocaron los más agudos aullidos de terror entre los asistentes. Un sólido apoyo por parte de la crítica y el permiso de varios exhibidores para poder pasar el corto ayudaron a consolidar la validez del proyecto. Como resultado, el director empezó a trabajar inmediatamente en el largometraje.
En 1981 escribió y dirigió, una de las obras más innovadoras del género de cine B: The Evil Dead, una acertada combinación de humor negro, terror sobrenatural y el gore más brutal. Al igual que Within the Woods, fue protagonizada por Bruce Campbell, Ellen Sandweiss y la participación de Richard DeManincor, Betsy Baker y Theresa Tilly; cuya trama gira en torno a un grupo de estudiantes universitarios que pasan un fin de semana en una cabaña y leen un libro llamado Necronomicón (inspirado en la obra de H.P. Lovecraft) y despiertan a unos espíritus en un bosque. Raimi crea al icónico personaje de la saga Ash Williams; personificado por Bruce Campbell. 
Tras el fracaso de su cinta Crimewave; Raimi rodó la secuela de este film: Evil Dead II (1987). La cinta fue nuevamente dirigida por Raimi y protagonizada por Bruce Campbell. Los primeros minutos de Evil Dead II vuelven a contar la historia de la primera película, cambiando algunos elementos. El plan de Raimi era utilizar escenas de The Evil Dead, pero debido a problemas con las compañías distribuidoras debió filmar nuevamente las escenas. La secuela contó con un presupuesto de 3,6 millones de dólares, casi diez veces mayor al de The Evil Dead. Entre los demás actores que participan se encuentran Sarah Berry, Dan Hicks, Kassie Wesley y Denise Bixler.
Una tercera parte de la saga, titulada El ejército de las tinieblas, fue estrenada en 1992. La película fue nuevamente dirigida por Raimi y protagonizada por Campbell. La historia está ambientada en el año 1300, época a la que fue transportado Ash tras ser atrapado por un portal creado al final de Evil Dead II. A diferencia de las dos primeras películas, esta se caracterizó por ser más cómica que terrorífica. El proyecto contó con un presupuesto estimado de 13 millones de dólares. El reparto de la película contó con actores como Embeth Davidtz, Marcus Gilbert, Ian Abercrombie, Bridget Fonda y Richard Grove.

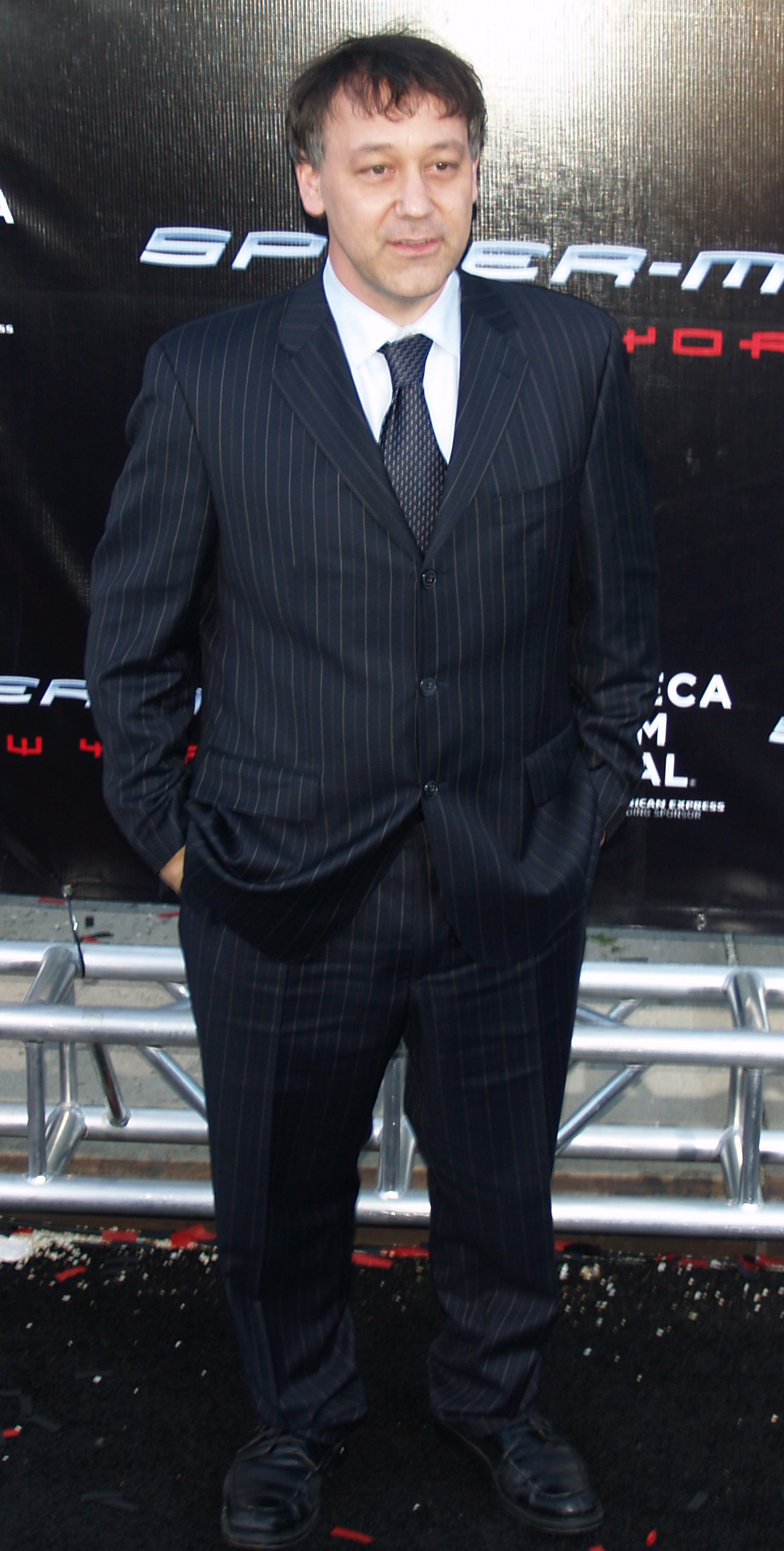
Sam Raimi durante la premiare de Spider-Man 3 en 2007.

## Otros proyectos
A lo largo de su trayectoria como realizador, Sam Raimi ha creado una gran variedad de películas que van de la comedia de tortazos al terror más gore. Su filmografía incluye Ola de crímenes, ola de risas, coescrita con sus amigos Joel e Ethan Coen; Darkman, Rápida y mortal, Un plan sencillo, Entre el amor y el juego, Premonición y la taquillera saga de Spider-Man, protagonizada por el actor Tobey Maguire y que a su vez contó con cameos tanto de su amigo Bruce Campbell como del creador del superhéroe Stan Lee, con quien Raimi cosechó una gran amistad y quien a su vez refirió que junto a Tobey Maguire hicieron crecer la popularidad de su creación.
Como actor ha participado en pequeños papeles en películas como Intruder, Thou Shalt Not Kill, Espías como nosotros, Maniac Cop, Muerte entre las flores, The Hudsucker Proxy o Los Picapiedra, así como en alguna que otra producción para televisión.
Sam Raimi es a su vez un activo productor. Uno de sus proyectos más destacados fue la célebre serie televisiva Hércules, de la que llegó a dirigir los primeros episodios, y Xena.
Tras el éxito de la trílogia Spider-Man se esperaba para 2011 la cuarta entrega, pero el 10 de enero de 2010, Sony Pictures anunció la cancelación y el cierre de la trilogía por problemas con el guion y la dirección.

## Filmografía

### Cine
| Año  | Título                                                               | Papel                                                     |
| ---- | -------------------------------------------------------------------- | --------------------------------------------------------- |
| 1981 | The Evil Dead                                                        | Actor ("Autoestopista"), director, guionista y productor. |
| 1983 | Hefty's                                                              | Actor ("Cocinero 2").                                     |
| 1985 | Spies Like Us                                                        | Actor ("Guardia del autocine 2").                         |
| 1985 | Crimewave                                                            | Director y guionista.                                     |
| 1987 | Evil Dead II                                                         | Director y guionista.                                     |
| 1987 | Thou Shalt Not Kill... Except                                        | -                                                         |
| 1988 | Maniac Cop                                                           | Actor ("Reportero").                                      |
| 1989 | Intruder                                                             | Actor ("Randy").                                          |
| 1989 | Easy Wheels                                                          | Productor.                                                |
| 1989 | The Dead Next Door                                                   | Productor.                                                |
| 1990 | Darkman                                                              | Director, guionista y productor ejecutivo.                |
| 1990 | Miller's Crossing                                                    | Actor ("Snickering Gunman").                              |
| 1990 | Maniac Cop 2                                                         | Actor ("Presentador de Noticias").                        |
| 1991 | Lunatics: A Love Story                                               | Productor.                                                |
| 1992 | Army of Darkness                                                     | Director, guionista y editor (como "R.O.C. Sandstorm").   |
| 1992 | Innocent Blood                                                       | Actor ("Roma Meats Man").                                 |
| 1993 | Indian Summer                                                        | Actor ("Stick Coder").                                    |
| 1993 | Hard Target                                                          | Productor                                                 |
| 1994 | The Hudsucker Proxy                                                  | Actor ("Hudsucker Brainstormer") y guionista.             |
| 1994 | The Flintstones                                                      | Actor ("Cliff Look-A-Like").                              |
| 1994 | Timecop                                                              | Productor.                                                |
| 1994 | M.A.N.T.I.S.                                                         | Productor.                                                |
| 1994 | Hercules and the Lost Kingdom                                        | Productor.                                                |
| 1994 | Hercules and the Circle of Fire                                      | Productor.                                                |
| 1994 | Hercules in the Underworld                                           | Productor.                                                |
| 1994 | Hercules in the Maze of the Minotaur                                 | Productor.                                                |
| 1995 | The Quick and the Dead                                               | Director y guionista.                                     |
| 1995 | Darkman II: The Return of Durant                                     | Productor.                                                |
| 1996 | Darkman III: Die Darkman Die                                         | Productor.                                                |
| 1998 | A Simple Plan                                                        | Director.                                                 |
| 1998 | Hercules and Xena – The Animated Movie: The Battle for Mount Olympus | Productor.                                                |
| 1998 | Young Hercules                                                       | Productor.                                                |
| 1999 | For Love of the Game                                                 | Director.                                                 |
| 2000 | The Gift                                                             | Director.                                                 |
| 2002 | Spider-Man                                                           | Director.                                                 |
| 2002 | Xena: Warrior Princess – A Friend in Need (The Director's Cut)       | Productor.                                                |
| 2004 | Spider-Man 2                                                         | Director y actor ("Estudiante universitario").            |
| 2004 | The Grudge                                                           | Productor.                                                |
| 2005 | Boogeyman                                                            | Productor.                                                |
| 2006 | The Grudge 2                                                         | Productor.                                                |
| 2007 | Spider-Man 3                                                         | Director y guionista.                                     |
| 2007 | The Messengers                                                       | Productor.                                                |
| 2007 | 30 Days of Night                                                     | Productor                                                 |
| 2007 | Rise: Blood Hunter                                                   | Productor.                                                |
| 2008 | Boogeyman 2                                                          | Productor.                                                |
| 2009 | Drag Me to Hell                                                      | Director, guionista y productor.                          |
| 2009 | Boogeyman 3                                                          | Productor.                                                |
| 2009 | The Grudge 3                                                         | Productor.                                                |
| 2009 | Armored                                                              | Productor.                                                |
| 2011 | Priest                                                               | Productor.                                                |
| 2012 | The Possession                                                       | Productor.                                                |
| 2013 | Oz the Great and Powerful                                            | Director.                                                 |
| 2013 | 3 Geezers!                                                           | Actor ("Sam").                                            |
| 2013 | Evil Dead                                                            | Productor.                                                |
| 2015 | Run All Night                                                        | Productor.                                                |
| 2015 | Poltergeist                                                          | Productor.                                                |
| 2016 | The Jungle Book                                                      | Actor (Ardilla Gigante).                                  |
| 2016 | Don't Breathe                                                        | Productor.                                                |
| 2019 | Crawl                                                                | Productor.                                                |
| 2020 | The Grudge                                                           | Productor.                                                |
| 2021 | The Unholy                                                           | Productor.                                                |
| 2021 | Don't Breathe 2                                                      | Productor.                                                |
| 2021 | Booksnight                                                           | Productor.                                                |
| 2022 | Doctor Strange en el multiverso de la locura                         | Director.                                                 |
| 2023 | 65                                                                   | Productor.                                                |
| 2024 | Boy Kills World                                                      | Productor.                                                |

### Televisión
| Año         | Título                             | Papel                     |
| ----------- | ---------------------------------- | ------------------------- |
| 1993        | Body Bags                          | Actor ("Dead Bill").      |
| 1993        | Journey to the Center of the Earth | Actor ("Collins").        |
| 1994        | The Stand                          | Actor ("Bobby Terry").    |
| 1994 - 1997 | M.A.N.T.I.S.                       | Productor.                |
| 1995 - 1996 | American Gothic                    | Productor.                |
| 1995 - 1999 | Hercules: The Legendary Journeys   | Productor.                |
| 1995 - 2001 | Xena: Warrior Princess             | Productor.                |
| 1997        | The Shining                        | Actor ("Howie Langston"). |
| 1997        | Spy Game                           | Productor.                |
| 1998 - 1999 | Young Hercules                     | Productor.                |
| 2000 - 2001 | Jack of All Trades                 | Productor.                |
| 2000 - 2001 | Cleopatra 2525                     | Productor.                |
| 2008        | Legend of the Seeker               | Productor.                |
| 2009        | 13: Fear Is Real                   | Productor.                |
| 2010        | Zombie Roadkill                    | Productor                 |
| 2010        | Spartacus: Blood and Sand          | Productor.                |
| 2011        | Spartacus: Gods of the Arena       | Productor.                |
| 2012        | Spartacus: Vengeance               | Productor.                |
| 2013        | Spartacus: War of the Damned       | Productor.                |
| 2015        | Ash vs Evil Dead                   | Productor y director.     |

### Cortometrajes
| Año  | Título                         | Papel                                                |
| ---- | ------------------------------ | ---------------------------------------------------- |
| 1977 | It's Murder!                   | Actor, director, guionista y director de fotografía. |
| 1978 | Clockwork                      | Director y guionista.                                |
| 1978 | Within the Woods               | Director, guionista y productor ejecutivo.           |
| 1978 | Attack of the Helping Hand     | Actor ("Lechero").                                   |
| 1982 | Cleveland Smith: Bounty Hunter | Actor ("Nazi").                                      |